# Biatlo na Universíada de Inverno de 2017
As competições de biatlo na Universíada de Inverno de 2017 foram disputadas no  Estádio Alatau nas cercanias de Almaty, no Cazaquistão, entre 31 de janeiro e 7 de fevereiro de 2017.

## Calendário
| Biatlo                             | Janereiro | Janereiro | Janereiro | Janereiro | Fevereiro | Fevereiro | Fevereiro | Fevereiro | Fevereiro | Fevereiro | Fevereiro | Fevereiro |
| Biatlo                             | 28        | 29        | 30        | 31        | 01        | 02        | 03        | 04        | 05        | 06        | 07        | 08        |
| Masculino                          | Masculino | Masculino | Masculino | Masculino | Masculino | Masculino | Masculino | Masculino | Masculino | Masculino | Masculino | Masculino |
| ---------------------------------- | --------- | --------- | --------- | --------- | --------- | --------- | --------- | --------- | --------- | --------- | --------- | --------- |
| 20 km perseguição individual       |           |           |           | 1         |           |           |           |           |           |           |           |           |
| 10km sprint                        |           |           |           |           |           | 1         |           |           |           |           |           |           |
| 12,5km perseguição                 |           |           |           |           |           |           | 1         |           |           |           |           |           |
| 15km largada em massa              |           |           |           |           |           |           |           |           |           |           | 1         |           |
| Feminino                           |           |           |           |           |           |           |           |           |           |           |           |           |
| 15km perseguição individual        |           |           |           | 1         |           |           |           |           |           |           |           |           |
| 7,5 km sprint                      |           |           |           |           |           | 1         |           |           |           |           |           |           |
| 10km perseguição individual        |           |           |           |           |           |           | 1         |           |           |           |           |           |
| 12,5km largada em massa            |           |           |           |           |           |           |           |           |           |           | 1         |           |
| Revezamento misto                  |           |           |           |           |           |           |           |           |           |           |           |           |
| 2×6km feminino + 2×7,5km masculino |           |           |           |           |           |           |           |           | 1         |           |           |           |

|  | Treino não oficial |  | Treino oficial |  | Dia de competição |  | Dia de final |

## Medalhistas

### Masculino
| Evento                       | Ouro | Ouro | Prata | Prata | Bronze | Bronze |
| ---------------------------- | ---- | ---- | ----- | ----- | ------ | ------ |
| 20 km perseguição individual |      | —    |       | —     |        | —      |
| 10km sprint                  |      | —    |       | —     |        | —      |
| 12,5km perseguição           |      | —    |       | —     |        | —      |
| 15km largada em massa        |      | —    |       | —     |        | —      |

### Feminino
| Evento                      | Ouro | Ouro | Prata | Prata | Bronze | Bronze |
| --------------------------- | ---- | ---- | ----- | ----- | ------ | ------ |
| 15km perseguição individual |      | —    |       | —     |        | —      |
| 7,5 km sprint               |      | —    |       | —     |        | —      |
| 10km perseguição individual |      | —    |       | —     |        | —      |
| 12,5km largada em massa     |      | —    |       | —     |        | —      |

### Revezamento misto
| Evento                             | Ouro | Ouro | Prata | Prata | Bronze | Bronze |
| ---------------------------------- | ---- | ---- | ----- | ----- | ------ | ------ |
| 2×6km feminino + 2×7,5km masculino |      | —    |       | —     |        | —      |

## Quadro de medalhas
| Ordem | País | Medalha de ouro | Medalha de prata | Medalha de bronze |  |
| ----- | ---- | --------------- | ---------------- | ----------------- |  |